# Partido de la Nueva Fraternidad
El Shintō Yūai (新党友愛?  Partido de la Nueva Fraternidad) fue un partido político japonés que existió de manera breve en 1998. Fue fundado por miembros de la Dieta (casi todos del antiguo Partido Socialista Democrático) que se separaron del Partido de la Nueva Frontera en enero de 1998. Fue un partido liberal y democrático socialista que abrazaba varias causas del centro e izquierda.
El nombre tiene sus orígenes en los movimientos laboristas y de la democracia de la era Taishō, que usaban la palabra yūai (友愛?   ”Fraternidad”) como lema. El partido también declaró que la palabra yūai tenía una similitud fonética con la frase inglesa “you and I” (“tú y yo”), representando su esperanza de cooperar con el japonés común.
Fue liderado por el miembro de la Cámara Baja Nakano Kansei, que posteriormente se afiliaría al Partido Democrático.
En abril de 1998, el Shintō Yūai se unió con el Minseitō, el Partido de la Reforma Democrática hacia el Partido Democrático.